# Delta do Níger

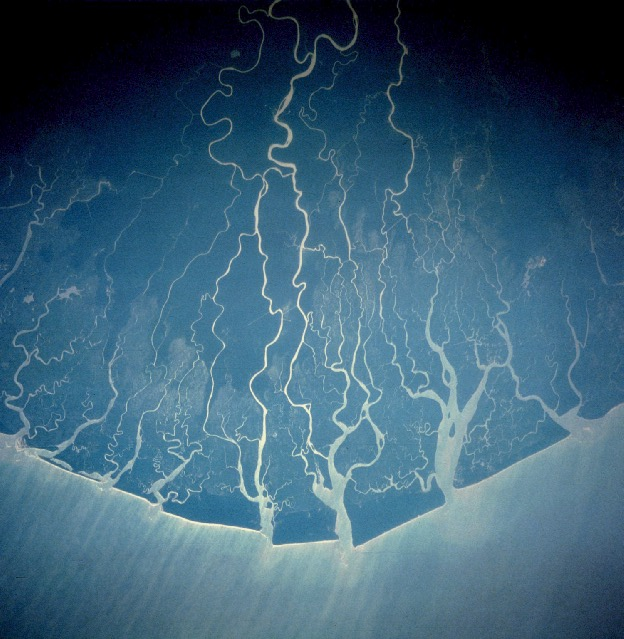
Vista do espaço do Delta do Níger.

O Delta do Níger, o Delta do Rio Níger na Nigéria, é uma região densamente povoada, por vezes denominada Oil Rivers porque ela já foi um importante produtor de óleo de palma. A área foi o britânico "Protetorado Oil Rivers" de 1885 até 1893, quando ela foi ampliada e passou a ser o Protetorado Costa do Níger.
O Delta do Níger, como agora definido oficialmente pelo governo nigeriano, estende-se por cerca de 70.000 km ² e torna-se 7,5% da massa de terra da Nigéria. Historicamente e cartograficamente, ela consiste hoje dos estados Bayelsa, Delta e Rivers. No ano de 2000, no entanto, o regime de Obansanjo expandiu a sua definição para incluir Abia, Akwa Ibom, Cross River, Edo, Imo e Ondo. Cerca de 31 milhões de pessoas mais de 40 grupos étnicos, incluindo os Ijós e Ibos, falando cerca de 250 dialetos vivem no Delta.
O Sul-Sul Níger Delta inclui Akwa Ibom, Bayelsa, Rio Cross, Delta, Edo, e Rios.
O Delta do Níger é uma das regiões mais ricas, em termos de recursos naturais, da Nigéria, sendo a área com maior produção de petróleo em toda a África Ocidental.